# Sulfossal
O termo sulfossal e uma definição para indicar um certo mineral de enxofre não oxidado, que é estruturalmente distinto de um sulfeto.
Sulfossais são minerais de sulfuretos complexos com fórmula geral AmBnSp, onde A representa um metal como cobre, chumbo ou prata; B representa um semimetal como o arsénio, antimónio ou bismuto; e S é o enxofre ou, raramente, selénio. 
Existem cerca de 200 minerais de sulfossais conhecidos, entre os mais comuns ou importantes (como minérios) temos:
- Pirargirite Ag3SbS3
- Proustite Ag3AsS3
- Enargite Cu3AsS4
- Tetraedrite Cu12Sb4S13
- Tennantite Cu12As4S13
- Bournonite PbCuSbS3
- Jamesonite Pb4FeSb6S14

## Classificação de Níquel-Strunz -02- Sulfossais
O IMA -CNMNC propõe um novo esquema hierárquico (Mills et al., 2009). Esta lista usa a Classificação de Nickel-Strunz ( mindat.org , 10 ed, publicação pendente).
- Abreviaturas:

- "*" - desacreditado (status IMA/CNMNC).
- "?" - questionável/duvidoso (status IMA/CNMNC).
- "REE" - Elemento de terras raras (Si, Y, La, Ce, Pr, Nd, Pm, Sm, Eu, Gd, Tb, Dy, Ho, Er, Tm, Yb, Lu)
- "PGE" - elemento do grupo da platina (Ru, Rh, Pd, Os, Ir, Pt)

- 03.C Aluminofluoretos, 06 Boratos, 08 Vanadatos (04. HV [5,6] Vanadatos), 09 Silicatos:

- -  Neso: insular (do grego νῆσος nēsos, ilha)
  -   Soro: agrupamento (do grego σωρός soros, pilha, monte (especialmente de milho))
  -   Cyclo: anel (do grego κύκλος kyklos, roda, anel, redondo)
  -   Ino: corrente (do grego ἴς [genitivo: ἰνός inos], fibra)
  -   Phyllo: folha (do grego φύλλον phyllon, folha)
  -   Tekto: estrutura tridimensional (do radical grego τεκτ- tekt- em palavras relacionadas à carpintaria).

- ·        Esquema de código Nickel-Strunz: NN.XY. ##x:

- -   NN: número de classe mineral de níquel-Strunz
  - X: Letra de divisão mineral de níquel-Strunz
  - Y: letra da família mineral Nickel-Strunz
  - ##x: Níquel-Strunz mineral/número do grupo, x letra de adição.

## Classe: Sulfossais
- 02.G     Sulfarsenitas, sulfantimonitas, sulfobismutitas.

- 02.H Sulfosaltos do Arquétipo SnS.
- 02.J Arquétipo de Sulfossais de PbS.
- 02.K Sulfarsenates, Sulfantimonates.
- 02.L Sulfossais Não Classificados.
- 02. MA Oxissulfossais de Álcalis e Alcalinos Terrosos.
- 02.X Sulfosaltos de Strunz não classificados.

## Sulfossais sintéticos
Muitos sulfossais podem ser preparados em laboratório, incluindo muitos que não ocorrem na natureza.